# Баррі Гелбрейт
Ба́ррі Джо́зеф Ге́лбрейт (англ. Barry Joseph Galbraith; 18 грудня 1919, Піттсбург, Пенсільванія — 13 січня 1983, Беннінгтон, Вермонт) — американський джазовий гітарист.

## Біографія
Народився 18 грудня 1919 року в Піттсбурзі (штат Пенсільванія). Самоук; починав грати на банджо, переключився на гітару, коли почув гру Едді Ленга. Спочатку грав у місцевих клубах, працював з Редом Норво, Тедді Пауеллом, Бейбо Рассіном. Був учасником оркестру Клода Торнгілла (1941—42), потім знову (1946—47); також грав з Гелом Мак-Інтайром (1942), працював студійним музикантом на телеканалах NBC і CBS (1947—70).
Гастролював зі Стеном Кентоном (1953). У 1955 році вважався одним з провідних гітаристів на нью-йоркській сцені, взяв участь у понад сотні студійних сесій джазової та популярної музики. Акомпанував таким музикантами як Коулмен Гокінс, Гіл Еванс, Джордж Расселл, Кеннонболл Еддерлі, Ерік Долфі, Клод Торнгілл, Кертіс Фуллер, Шейла Джордан, Кліффорд Браун, Гелен Меррілл, Діна Вашингтон, Тед Джонс-Мел Льюїс.
Помер 13 січня 1983 року у Беннінгтоні (штат Вермонт) у віці 63 років.

## Дискографія
- Guitar and the Wind (Decca, 1958)